# António Fernandes (compositor)
António Fernandes (Sousel, séc. XVI – séc. XVII; fl. 1600 – 1625) foi um presbítero português com atividade como músico, compositor e tratadista durante o Renascimento tardio e Barroco precoce.

## Biografia

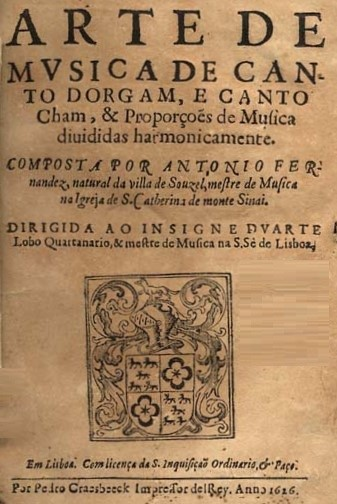
Arte de Musica de Canto Dorgam (1626)

António Fernandes nasceu em Sousel no século XVI. Foi discípulo do célebre compositor português Duarte Lobo provavelmente durante o tempo em que este ensinou na Sé de Lisboa e a sua atividade está registada do período de 1600 a 1625. Foi presbítero e mestre de capela na Igreja de Santa Catarina do Monte Sinai em Lisboa.
Diogo Barbosa Machado refere que "abrindo escola ensinou a muitos discípulos" enquanto que Francisco Manuel de Melo o classificou, numa carta a Manuel Temudo da Fonseca, como um dos "grandiosos sujeitos" da Música portuguesa. Viveu, pelo menos até à idade de 85 anos como referia no título de uma das suas obras manuscritas.
Escreveu várias obras de teoria musical mas só publicou uma delas, em 1626 e que dedicou ao seu mestre e mecenas Duarte Lobo. Outros quatro tratados foram deixados em manuscritos que em certa altura se encontravam na Biblioteca Real de Música e na biblioteca particular de Francisco de Valhadolid.

## Obras

### Obras impressas
- 1626 – Arte de Musica de Canto Dorgam, e Canto Cham, & Proporçoens de Musica divididas harmonicamente (Lisboa: Pedro Craesbeeck)[1]

### Obras perdidas
- Biblioteca Real de Música:
  - S/D – Especulação de segredos de Musica, em a qual brevemente se expende as causas das principaes cousas que se contem na mesma Arte (Manuscrito)[3][5]

- Biblioteca de Francisco de Valhadolid:
  - S/D – Arte da Musica de Canto de Orgaõ composta por hum modo muito diferente do costumado por hum Velho de 85. annos dezejoso de evitar o ocio (Manuscrito)[3]
  - S/D – Theorica do Manicordio, e sua explicaçaõ (Manuscrito)[3]
  - S/D – Mappa universal de qualquer cousa assim natural, como accidental, que se contem na Arte da Musica com os seus generos, e demonstraçoens Mathematicas (Manuscrito)[3]